# District de Tongguan
Le district de Tongguan (chinois simplifié : 铜官 区 ; chinois traditionnel : 銅官 區 ; pinyin: Tóngguān Qū) est un district urbain sous la juridiction de la ville-préfecture de Tongling, dans la province de l'Anhui en Chine. Il a une superficie totale de 83 km2  et une population d'environ 402 062[Quand ?]. Le code postal du district est 244000 et 244031.
Le district de Tongguan a été créé par la fusion des districts de Tongguanshan et de Shizishan en octobre 2015.

## Divisions administratives
Sous-districts
- sous-district de Tongguanshan (铜官山 街道),
- sous-district de Yangjiashan (杨家山 街道),
- sous-district de Shichenglu (石城路 街道),
- sous-district de Saobagou (扫把沟 街道),
- sous-district de Henggang (横港 街道),
- sous-district de Shizishan (狮子山 街道),
- sous-district de Xinmiao (新庙 街道),
- sous-district de Fenghuangshan (凤凰山 街道),
- sous-district de Fanshan (矾山 街道)

Villes
- Dongjiao (东郊 镇)